# Cour nationale du droit d'asile
Pour les articles homonymes, voir CRR et Commission des recours des réfugiés.
La Cour nationale du droit d'asile (CNDA) est une juridiction française de l'ordre administratif.
Elle est créée en 1952 et porte alors le nom de  Commission des recours des réfugiés.
Elle statue sur des recours (de plein contentieux) formés contre des décisions rendues par l'Office français de protection des réfugiés et apatrides (OFPRA) en matière d'asile.
Elle est située au 35 de la rue Cuvier, à Montreuil, en Seine-Saint-Denis.

## Historique
La Commission des recours des réfugiés, ainsi que l'Office français de protection des réfugiés et apatrides sont créés par la loi du 25 juillet 1952,, après la signature, le 28 juillet 1951 à Genève, de la Convention relative au statut des réfugiés.
De 1953 à la fin des années 1960, en raison du faible nombre de demandes d'asile, presque toutes acceptées, l'instance siège rarement : une séance par quinzaine, dans un bureau du Conseil d'État pour l'examen d'environ 400 recours par an. L'augmentation du nombre de demandes d'asile et surtout des taux de rejet des demandes d'asile par l'OFPRA à partir de 1971 entraînant celle des recours devant la CRR le décret n° 80-683 du 3 septembre 1980 réforme la juridiction en favorisant l’augmentation de ses moyens. Des « sections » composées de la même façon que ce que prévoyait la loi pour la Commission elle-même : trois juges ayant voix délibérative, dont un issu du Conseil d’État, président de séance, un issu des ministères assurant la tutelle de l’OFPRA et un représentant le Haut Commissaire aux Réfugiés de l’ONU. Durant les années 1980, le taux de rejet par l’OFPRA continuant d’augmenter, la surcharge de la CRR se traduit par un allongement des délais de jugement pouvant aller jusqu'à trois ans à la fin des années 1980. En 1990, la Commission rend 51 500 décisions et 61 200 l’année suivante. Une nouvelle réforme de la juridiction est mise en œuvre : la CRR s'agrandit de nouveau, s'installe dans de nouveaux locaux à Fontenay-sous-Bois ; le nombre de rapporteurs passe d'une dizaine à près d'une centaine. La loi n° 90-250 du 2 juillet 1990 ouvre la possibilité de nommer dans les fonctions de présidents de section, non seulement les membres du Conseil d’État, mais aussi les magistrats de la Cour des Comptes ainsi que les membres du corps des tribunaux administratifs et des cours administratives d’appel. Un décret du 30 juillet 1992 institue une formation de jugement particulière dite « Sections réunies », composée de neuf membres, devant laquelle sont portées les affaires soulevant des difficultés particulières ou posant des questions de principe.
La loi du 20 novembre 2007 relative à la maîtrise de l'immigration, à l'intégration et à l'asile renomme la Commission « Cour nationale du droit d'asile »,,.
En 2009, les moyens de la Cour, jusqu’alors mis à disposition par l’OFPRA sont  transférés au Conseil d'État,.
En 2021, les magistrats ont traité 70 000 dossiers de demandeurs d’asile, soit 48 % de plus qu’en 2020. Elle a accordé une protection à un peu plus de 15 000 personnes, un taux moyen de 22 % variant selon la nationalité. Les requérants les plus protégés sont originaires des pays en guerre, comme les Syriens ou les Afghans.

## Compétences
La CNDA exerce une compétence juridictionnelle et une compétence consultative.

### Compétence juridictionnelle
La CNDA est compétente pour statuer (art. L731-2 CESEDA), en premier et dernier ressort, sur les recours formés contre les décisions de l'OFPRA accordant ou refusant le bénéfice de l'asile et celles retirant ou mettant fin au bénéfice de l'asile ; sur les recours en révision dans le cas où il est soutenu que la décision de la cour a résulté d'une fraude ; sur les recours formés contre les décisions portant rejet d'une demande de réexamen (également appelé « réouverture »).
Lors du projet de loi de 2015 sur le droit d’asile, l’élargissement des compétences de la CNDA a été discuté. Notamment, la modification de l’article 731-2 permettrait à la cour de traiter du contentieux de l'asile aux frontières.   

### Compétence d'autres juridictions
La CNDA n'est pas compétente pour les recours dirigés contre les décisions suivantes :
- Refus d'admission sur le territoire français au titre de l’asile - Le recours contre ce refus est de la compétence du président du tribunal administratif (art. L213-9 CESEDA[13], résultant de l'article 24 de la loi Hortefeux du 20 novembre 2007). Le rapport Mazeaud propose de transférer cette compétence à la CNDA[14],[15],[16]. Une proposition de loi en ce sens a été adoptée le 6 mai 2009 par le Sénat[17].
- Refus d'enregistrement d'une demande d'asile - Selon un arrêt du Conseil d'État, « la compétence attribuée à la commission des recours des réfugiés ne comprend pas les litiges relatifs au refus du directeur général de l'office français de protection des réfugiés et apatrides d'enregistrer une demande d'asile, qui, par suite, doivent être portés devant la juridiction administrative de droit commun »[18].[Passage à actualiser]
- Refus, par l'OFPRA, d'examiner une demande d'asile relevant de la compétence d'un autre État membre de l'Union européenne[19].
- Refus de reconnaître la qualité d'apatride - Le recours contre le refus de reconnaître cette qualité est de la compétence du tribunal administratif (CE, 9 octobre 1981)[20].

### Compétence consultative
La CNDA donne son avis sur les demandes formées par les requérants sur le maintien ou l’annulation d’une mesure d’assignation, d’expulsion ou de refoulement à l’égard d’une personne qui a déjà obtenu le statut de réfugié et qui est visée par l’une de ces mesures. Son avis ne s'impose pas à l'administration.

## Organisation

### Président
La Cour nationale du droit d'asile est placée sous l'autorité d'un président, membre du Conseil d'Etat, désigné par le vice-président du Conseil d'Etat.
| Identité                 | Période          | Période          |
| Identité                 | Début            | Fin              |
| ------------------------ | ---------------- | ---------------- |
| Jean-Jacques de Bresson  | 1986             | 31 décembre 1997 |
| Michel Combarnous (d)    | 1er janvier 1998 | 31 décembre 2001 |
| Jean Massot (d)          | 1er janvier 2002 | 31 mars 2005     |
| François Bernard (d)     | 1er avril 2005   | 31 décembre 2008 |
| Martine Denis-Linton (d) | 1er janvier 2009 | 31 mai 2015      |
| Michèle de Segonzac (d)  | 1er juin 2015    | 30 juin 2018     |
| Dominique Kimmerlin (d)  | 1er juillet 2018 | 30 juin 2022     |
| Mathieu Hérondart (d)    | 1er juillet 2022 | En cours         |

### Sections, chambres, formations de jugement
Chaque formation de jugement comprend trois juges :
1. un président nommé parmi les membres du Conseil d'Etat, les membres du corps des tribunaux administratifs et des cours administratives d'appel, les magistrats de la Cour des comptes et des chambres régionales des comptes, les magistrats du siège, disposant d'une compétence particulière en matière de droit d'asile ;
2. une personnalité qualifiée, nommée par le Haut Commissaire des Nations unies pour les réfugiés sur avis conforme du vice-président du Conseil d'Etat, en raison de ses compétences dans les domaines juridique ou géopolitique, ce qui n'est pas contraire au principe selon lequel les fonctions juridictionnelles statuant « au nom du peuple français » ne sauraient être confiées à des personnes de nationalité étrangère[25] ou représentant un organisme international[26] ;
3. une personnalité qualifiée de nationalité française, nommée par le vice-président du Conseil d'Etat, en raison de ses compétences dans les domaines juridique ou géopolitique[24].

Certaines affaires sont jugées par une formation appelée « sections réunies » puis « grande formation ». Elle comprend neuf juges :
1. la formation de jugement saisie du recours,
2. le vice-président ou le plus ancien des vice-présidents ou un président de section ou de chambre,
3. deux assesseurs choisis parmi les personnalités mentionnées au 2. ci-dessus,
4. deux assesseurs choisis parmi les personnalités mentionnées au 3. ci-dessus.

Depuis 2016, il existe aussi des audiences à « juge unique » (AJU), où un président ayant plus de six mois d'ancienneté à la Cour siège seul, tout en ayant la possibilité de renvoyer toute affaire devant une formation collégiale, pour une audience ultérieure.
Les formations de jugement sont regroupées en chambres elles-mêmes regroupées en sections. À compter du 1er janvier 2019, la Cour nationale du droit d'asile comprend vingt-deux chambres regroupées en six sections. Chaque section est présidée par un magistrat chargé d'animer les chambres rattachées à sa section. Co-animée par un président permanent et un chef de chambre, chaque chambre est composée de 14 rapporteurs, d’un responsable de pôle et de secrétaires d’audience, soit 23 personnes. Tous les juges vacataires, présidents de séance, ainsi que les assesseurs du Conseil d’Etat sont rattachés à une chambre. Les assesseurs désignés par le HCR étant rattachés depuis 2020 à une section.

### Antennes régionales
En application de la loi immigration du 26 janvier 2024, la Cour nationale du droit d’asile ouvre des chambres territoriales dans quatre villes : Bordeaux, Lyon, Nancy et Toulouse. Les demandeurs d’asile domiciliés à proximité peuvent désormais saisir directement ces chambres et y être entendus avec leur avocat et un interprète, comme à Montreuil au siège de la Cour.

### Juges
Le 31 décembre 2021, la Cour comptait 26 magistrats permanents, un chef de juridiction membre du Conseil d’Etat, 196 présidents de formation de jugement vacataires, 161 assesseurs nommés par le Haut-Commissariat des Nations unies pour les réfugiés et 157 assesseurs nommés par le vice-président du Conseil d’Etat.
Une partie des juges appartiennent à l'Association française des juges de l'asile (AFJA).

### Les ordonnances nouvelles
Le président de la cour et les présidents de section statuant seuls (mais après étude du dossier par un rapporteur) peuvent rejeter, par ordonnance (dite « ordonnance nouvelle », par opposition aux « ordonnances classiques » de création plus ancienne), « les demandes qui ne présentent aucun élément sérieux susceptible de remettre en cause les motifs de la décision du directeur général » de l'OFPRA. La jurisprudence a précisé qu'en application de la règle générale de procédure selon laquelle l’auteur du recours doit être mis en mesure de prendre connaissance des pièces du dossier qu’il n’a pas lui-même produites, ces ordonnances ne peuvent être prises, si son auteur se prononce au vu du dossier constitué par l'OFPRA, que si le requérant a été préalablement informé de l'existence de ce dossier et, s'il en a fait la demande, en a obtenu la communication.

### L'indépendance
Le Conseil d'État estime que l'indépendance et l'impartialité de la Cour ne peuvent pas être contestées sur le fondement de l'article 6 de la Convention européenne des droits de l'homme.[source insuffisante]
Dans une enquête réalisée par Mediapart en 2021, plusieurs témoignages anonymes de juges ont été recueillis sur des pressions qui seraient  exercées par les présidents de section et d'autres échelons hiérarchiques de la CNDA sur les formations de trois magistrats qui délibèrent, pour influencer leurs décisions.

### Administration et budget
Le 31 décembre 2021, la Cour comptait 668 agents, dont 339 rapporteurs et 122 secrétaires d'audience.
Le budget de la Cour fait partie du programme « Conseil d’État et autres juridictions administratives » qui fait partie de la mission « Conseil et contrôle de l’État » Dans le projet de loi de finances pour 2022, le budget pour les personnels de la Cour est de 46 149 515 €, le budget en 2021 pour les frais de justice, le coût d’occupation et le fonctionnement courant est de 18 117 577 €.
Le Centre de recherches et de documentation (CEREDOC) assure entre autres tâches la préparation de notes sur la situation dans les pays, à l'attention des magistrats.

### Polémique
Après l'assassinat de Samuel Paty en 2020, la Cour nationale du droit d’asile est violemment mise en cause sur les plateaux de télévision et sur les réseaux sociaux  par des comptes conservateurs »pour avoir reconnu, en 2011, la qualité de réfugié au père du futur assassin, en raison de craintes de persécution pour des motifs politiques liés au conflit et au régime tchétchène. Celle-ci avait été auparavant rejetée par l’Office français de protection des réfugiés et apatrides (OFPRA) qui estimait que le récit du père d’Abdoulakh Abouyezid n’était pas convaincant,,, et qui avait relevé que celui-ci avait hébergé à son domicile des combattants tchétchènes membres d’Al-Qaeda dont un haut dirigeant de l’organisation terroriste.
Par la suite, Dominique Kimmerlin, la Présidente de la Cour, a décidé de porter plainte,.
Le 24 octobre 2023, l'un des juges de la Cour, Jean-Marie Argoud, est révoqué à la suite de « prises de position publiques sur les réseaux sociaux (...) de nature à créer un doute sur son impartialité en tant que juge de l’asile ».

## Le jugement

### Moyens d'instruction
Les recours sont instruits par un rapporteur, sur la base du dossier de l'OFPRA (qui est transmis à la cour), de la requête et des mémoires complémentaires du requérant (souvent accompagnés de certificats médicaux,,, d'attestations, de coupures de presse, et de documents judiciaires servant à prouver l'existence de persécutions), et des mémoires en défense (que l'Ofpra présente rarement).

#### Temps et moyens d'instruction par les rapporteurs
Le temps que chaque rapporteur peut consacrer à l'instruction d'un dossier de demande d'asile dépend essentiellement du nombre de dossiers que son administration lui demande de traiter chaque jour : fin 2004, ce nombre était estimé par des rapporteurs interrogés à ce sujet, à 2 dossiers / jour. Cette charge permet de consacrer une demi-journée environ par dossier, laps de temps dont il faut déduire le temps de deux journées et demie mensuelles d'audience environ et le temps de rédaction des projets de décisions. Le rapporteur synthétise les faits et la procédure, puis analyse le contexte géopolitique et la crédibilité du récit du requérant. Cette situation de jugement n'est pas spécifique aux fonctionnaires. Les actes d’instruction ne sont d’ailleurs pas décrits par le droit. Les déclarations faites devant l'OFPRA par le demandeur d'asile font l'objet d'un procès-verbal établi selon une procédure non contradictoire. Les informations sur le pays d’origine sur lesquelles s'appuient l'OFPRA, ainsi que les rapporteurs de la Cour et les membres des formations de jugement, ne sont pas toujours communiquées aux demandeurs d'asile.

#### Connaissance préalable du dossier par les juges
Les membres des formations de jugement (aussi bien présidents qu'assesseurs) disposent des dossiers relatifs à chaque recours appelé en audience ou viennent consulter à la Cour au préalable les dossiers passant à l'audience où ils vont officier, ainsi que les notes des rapporteurs à l'instruction, ce qui n'était pas systématiquement le cas il y a quelques années.

### Audiences publiques
Les demandeurs et l'OFPRA sont convoqués à une séance publique (certaines affaires font cependant l'objet d'un huis clos, si le requérant le demande), au rôle de laquelle sont inscrits en général treize dossiers (pour une audience occupant une journée entière). L'examen de chaque affaire commence par la lecture, par le rapporteur, de son rapport, qui comprend l'exposé de la procédure (depuis la demande à l'OFPRA), des arguments du demandeur d'asile et de l'OFPRA, et une analyse de la crédibilité du dossier comprenant des éléments géopolitiques. Le rapporteur ne propose plus de sens de décision depuis le décret 2013-751 du 16 août 2013. La parole est ensuite donnée au demandeur d'asile, éventuellement assisté d'un interprète, qui est interrogé par les membres de la formation de jugement. Le représentant de l'OFPRA, qui est rarement présent à l'audience, peut également présenter ses observations. La parole est ensuite donnée à l'avocat pour des observations complémentaires.
Les audiences débutent à 9 h et se terminent en fin de journée, avec une pause méridienne d'une heure environ.

### Délibéré (huis clos)
Les conditions de jugement à la CNDA ont fait l'objet, pour la première fois en 2009[réf. nécessaire], d'une description détaillée par un ancien juge, (assesseur-HCR de février 2001 à juillet 2004) également chercheur en science politique, qui publie en 2009 le premier témoignage approfondi en France sur cette juridiction. Il décrit notamment la partie la moins connue du jugement : le délibéré ; moment où les juges s'entretiennent à huis clos pour discuter et prendre les décisions de jugement. Les trois juges décident soit par consensus soit à la majorité de deux voix sur trois. Cette règle de majorité n’est pas écrite dans le droit[réf. nécessaire] mais fonctionne de facto comme la seule modalité possible de décision en présence de trois personnes ayant chacune son opinion sur chaque demande d’asile examinée. Le délibéré consiste pour chacun à faire connaître cette opinion et pour tous à constater l’état du rapport de forces. Si les trois juges sont d’accord, la décision est évidente. S'il y a désaccord c’est la décision conforme aux vœux de deux juges au moins qui s’impose sans que cela n’implique de procédure formelle de vote, les positions respectives des uns et des autres étant exprimées par quelques mots. Les durées des délibérés sont relativement courtes, de l’ordre de 20 à 40 minutes. Après examen et rejet presque systématique des dossiers de requérants absents, le temps de délibéré par dossier varie de 1 à 5 minutes environ, suivant le degré de convergences de vues entre les trois juges. Ces conditions de jugement, observe Jean-Michel Belorgey (président de section à la CNDA), laissent à « l'intime conviction » du juge une place prépondérante dans la prise de décision judiciaire.

### Jurisprudence et rédaction des décisions
Une fois la décision prise en délibéré sur une demande d'asile, la suite du processus échappe en grande partie aux juges : sans que le droit l’ait prévu, seuls le rapporteur et le président de séance participent à la rédaction de la décision finale. En pratique, le premier transmet dans les jours qui suivent un « projet de décision » que le second corrige et contresigne pour en autoriser la publication. La décision mentionne nommément le juge unique ou les trois juges (ou neuf en « sections réunies ». Chaque décision, après un bref résumé du récit biographique du demandeur d'asile, se termine par une phrase stéréotypée énonçant la conclusion, négative ou positive. Quelques modèles de phrases sont insérés à la fin des décisions, par exemple, en cas de décision de rejet : « Considérant toutefois que [ni] les pièces du dossier [ni les déclarations faites en séance publique devant la Cour/Commission] ne permettent [pas] de tenir pour établis les faits allégués et pour fondées les craintes énoncées. ». Hélène Perret, dans son étude statistique de 800 décisions de la CRR, observe que cette phrase - jugée suffisante par le Conseil d'État - revient dans 41 % des cas étudiés.
La création des « Sections réunies » en 1992 avait pour but de compenser le flou de la jurisprudence : « ont pour fonction de trancher les questions de droit inédites mais aussi d’assurer l’harmonie de la jurisprudence ». Cependant elles sont peu nombreuses : trois ou quatre par an au début des années 2000, moins d'une dizaine annuellement (avec 9 juges au lieu de trois… ces séances de jugement coûtent trois fois plus à l'institution). Les recueils officiels les signalent mais ne les dissocient pas des autres. Deux autres facteurs en réduisent l’importance. Alors que le pouvoir de faire monter une affaire en « sections réunies » appartient aux formations ordinaires et au président de la CNDA, la pratique a subordonné les premières à une consultation préalable de celui-ci : les formations ordinaires ne réfléchissent pas sur les critères de choix des affaires à élever ce qui alimenterait la jurisprudence.
Certaines personnes disent que, dans ces conditions, il est difficile de dégager une « jurisprudence » de la CNDA, étant donné que, dans la masse des décisions (plusieurs dizaines de milliers supplémentaires par an) produites, chacun peut trouver un précédent à une position de jugement et son contraire.

### Voies de recours
Les décisions de la CNDA peuvent faire l'objet d'un pourvoi en cassation devant le Conseil d'État,, ; le Conseil peut alors, en cas d'annulation de la décision de la Cour, renvoyer l'affaire devant la CNDA ou régler lui-même l'affaire au fond. Des recours en révision, en tierce opposition ou en rectification d'erreur matérielle peuvent également être exercés devant la Cour elle-même.

## Statistiques
90 % des refus de l'OFPRA font l'objet d'un recours devant la Cour nationale du droit d'asile.
- Nombres de recours contre des décisions de l'OFPRA : 
  - 1997 : 18 688
  - 2004 : 51 707[70]
  - 2005 : 38 563
  - 2006 : 30 477
  - 2007 : 22 678[69]
  - 2008 : 21 636[71] (baisse annuelle de 4,6 % des entrées, moindre que les années précédentes)
  - 2009 : 25 040 (hausse d'environ 16% des entrées)[72]
  - 2010 : 27 500 (hausse de 9,6% des entrées)[73]
  - 2011 : 31 983 (hausse de 16,5% des entrées ; hausse du taux de recours supérieure à la hausse des demandes déposées devant l'OFPRA)[74]
  - 2012 : 36 3762 (hausse de 13,7% des entrées ; hausse du taux de recours supérieure à la hausse des demandes déposées devant l'OFPRA)[75]
  - 2013 : 34 752 (baisse de 4,4 % des entrées)[76] Cette baisse des recours devant la Cour nationale du droit d'asile est modérée. Elle s’explique par la conjonction des facteurs suivants : - une faible hausse des décisions rendues par l’Office (+1,5%) ; - une augmentation du taux de protection de l’OFPRA (+3,3 points) ; - une diminution du taux de recours contre les décisions de rejet de l’OFPRA (en baisse de près de 2 points par rapport à 2012), qui doit être cependant interprétée avec prudence car elle pourrait n’être que conjoncturelle.
  - 2014 : 37 356 (hausse de 7,5% des entrées)[77] Cette hausse des recours devant la Cour nationale du droit d'asile s’explique par : - une augmentation du nombre de décisions rendues par l’office (+1,5%) ; - une nouvelle augmentation du taux de recours contre les décisions de refus de l’OFPRA (86,8% soit une hausse de 1,2 point par rapport à 2013).
  - 2015 : 38 674 (hausse de 3,5% des entrées)[78]
  - 2016 : 39 986 (hausse de 3,4% des entrées)[79] ; premières distinctions opérées entre les recours « à cinq mois » et les recours « à cinq semaines »
  - 2017 : 53 581 (hausse de 34% des entrées ; nouveau maximum historique)[80]
  - 2018 : 58 671[81] soit une nouvelle augmentation des entrées, de 9,5 % par rapport à 2017.

- Nombre de décisions rendues par la Cour[82] :
  - 2006 : 29 156
  - 2007 : 27 242
  - 2008 : 25 067 (taux d'annulation des décisions de l'OFPRA : 25,3%)[71]
  - 2009 : 20 240 (taux d'annulation : 26,5%)[72]
  - 2010 : 23 934 (taux d'annulation : 22,1%)[73]
  - 2011 : 34 595 (hausse de 44,6% par rapport à l'année précédente ; taux d'annulation : 17,7%)[74]
  - 2012 : 37 350 (hausse de 7,9% ; taux d'annulation : 15,2%)[75]
  - 2013 : 38 750 (hausse de 3,2% ; taux d'annulation : 14%)[76]
  - 2014 : 39 162 (hausse de 1,6% ; taux d'annulation : 14,9%)[77]
  - 2015 : 35 979 (baisse de 8,1% en raison de la grève des agents ; taux d'annulation : 15%)[78]
  - 2016 : 42 968 (hausse de 19,4% ; taux d'annulation : 15,2%)[79]
  - 2017 : 47 814 (hausse de 11,3% ; taux d'annulation : 16,8% ; maximum historique)[80]
  - 2018 : 47 314 (diminution de 1 % ;  20 771 rendues en formation collégiale et 26 543 rendues par un juge unique. La CNDA a accordé une protection (qualité de réfugié ou protection subsidiaire) dans 18,4 % des affaires jugées)[81].

Le taux d'annulation des décisions de l'OFPRA était de 15 % en 2006 (15 % en 2005, 13 % en 2004). Ce taux est très variable en fonction des nationalités des requérants : 1 % pour les Chinois, 5,4 % pour les Moldaves, 8 % pour les Algériens, 10 % pour les Turcs (première nationalité en nombre de requérants avec 2855 recours formulés en 2006), 27 % pour les ressortissants d'États issus de l'Ex-Yougoslavie et plus de 32 % pour les citoyens russes dont les Tchétchènes. En 2018, parmi les 8 717 personnes protégées les dix pays d'origine les plus représentées sont Soudan, Guinée, Bangladesh, Afghanistan, Albanie, République démocratique du Congo, Syrie, Somalie, Turquie et Nigeria.

## Délais
Le délai de recours, dérogatoire, est d'un mois, à compter de la notification de la décision du directeur général de l'OFPRA. Plusieurs tentatives pour réduire ce délai à quinze jours n'ont pas abouti. Par exemple, lors de l'examen du projet de loi relatif à la maîtrise de l’immigration, à l’intégration et à l’asile, le délai d'un mois a été maintenu par la commission mixte paritaire le 16 octobre 2007,. Le projet de loi « Asile et immigration » comporte des dispositions visant à réduire le délai de recours à 15 jours,.
Avant 2004, les délais d'instruction des recours pouvaient être de plusieurs années. Depuis, l'OFPRA a procédé à une campagne de recrutement d'officiers de protection et de rapporteurs contractuels ayant pour fonction de réduire les « stocks » de demandes accumulées et de faire tomber ces délais à 110 jours calendaires pour 2006.

### Filmographie
- L'Asile du droit, documentaire d'Henri de Latour, 2007, 55 min.

#### Fiction
- Une saison en France
- Le Temps des égarés montre une audience à la CNDA.
- Pierre Barrot, Balivernes pour un massacre. Terminus Lille Flandres (fiction), Wartberg, 2015.

#### Sur les audiences de la CNDA
- « Une audience à la Cour nationale du droit d’asile », Le Tigre (mis en ligne le 31 octobre 2012)
- Patrick Chesnet, « CNDA. La roulette russe des immigrés », Charlie Hebdo n° 1195, 17 juin 2015, p. 9
- Caroline Fleuriot, « Une journée à la Cour nationale du droit d’asile », Dalloz Actualité, 9 septembre 2015
- Jean-Pierre Huveteau, « Guadeloupe : une juste délocalisation », Plein Droit, 2007/3 (n° 74)
- Élodie Touret, « Audiences ordinaires à la Cour nationale du droit d'asile », 23 janvier 2013

#### Jurisprudence
- Jurisprudence de la CRR et de la CNDA sur Refworld 2007, 2008, 2010
- Résumés de décisions sur l'European Database of Asylum Law